# Sofia Jakobsson
Eva Sofia Jakobsson (* 23. April 1990 in Örnsköldsvik, Schweden) ist eine schwedische Fußballspielerin. Sie debütierte am 17. Mai 2011 für die Nationalmannschaft und spielt seit der Saison 2024/25 für die London City Lionesses. Sie kann im Sturm oder im offensiven Mittelfeld eingesetzt werden.

## Karriere

### Vereine
Jakobsson begann mit dem Fußballspielen bei Hägglunds IoFK, wechselte dann zu Östers IF für den sie in der Saison 2007 in 21 Spielen neun Tore erzielte. Zur folgenden Saison wechselte sie zu Umeå IK. Nach weiteren Stationen in Russland und England wechselte Jakobsson zur Saison 2013/14 zum Bundesliga-Aufsteiger BV Cloppenburg, konnte jedoch den Abstieg nicht verhindern und verließ den Verein am Saisonende wieder. Seit der Saison 2014/15 spielte Jakobsson für den französischen Erstligisten Montpellier HSC. Nach Abschluss ihrer ersten Spielzeit beim HSC Montpellier wurde Jakobsson mit der Trophäe für die saisonbeste Fußballerin der Division 1 Féminine ausgezeichnet, die der französische Landesverband FFF jährlich vergibt. In der Saison 2016/17 wurde sie mit Montpellier Vizemeister, wozu sie als viertbeste Ligatorschützin 14 Tore in 12 Spielen beisteuerte. Die Mannschaft hatte sich damit für das Sechzehntelfinale der UEFA Women’s Champions League 2017/18 qualifiziert. In diesem konnte sie nach einer 0:1-Heimniederlage gegen Swesda 2005 Perm mit zwei Toren im Rückspiel ihrer Mannschaft den Einzug ins Achtelfinale sichern. Je ein weiteres Tor gelangen ihr im Achtelfinale gegen ACF Brescia und Viertelfinale gegen die Chelsea Women. Allerdings wurden beide Spiele gegen die Chelsea Women verloren, so dass Montpellier ausschied. In der folgenden Saison erzielte sie nur sieben Tore und Montpellier verpasste als Dritter die Champions League.
Kurz nach der WM 2019 wurde ihr Wechsel zum CD Tacón bekannt. Nach der Lizenzübernahme für die Liga durch Real Madrid spielte sie nun für die Madrilenen.
Am 2. Juli 2021 gab der FC Bayern München die Verpflichtung von Jakobsson bekannt. Nach elf Einsätzen und einem Tor strebte sie im Winter 2021/22 aber eine neue Herausforderung an, löste ihren Vertrag auf und verließ den FC Bayern.
Zur Spielzeit 2022 wurde sie vom neuen US-amerikanischen Erstligisten San Diego Wave FC verpflichtet, bei dem sie einen bis Dezember 2024 datierten Vertrag erhielt. Sie erreichte mit dem Verein das Halbfinale der Play-offs, wo sie gegen den späteren Meister Portland Thorns FC unterlagen.
Im September 2024 erhielt sie einen Zweijahresvertrag bei den London City Lionesses.

### Nationalmannschaft

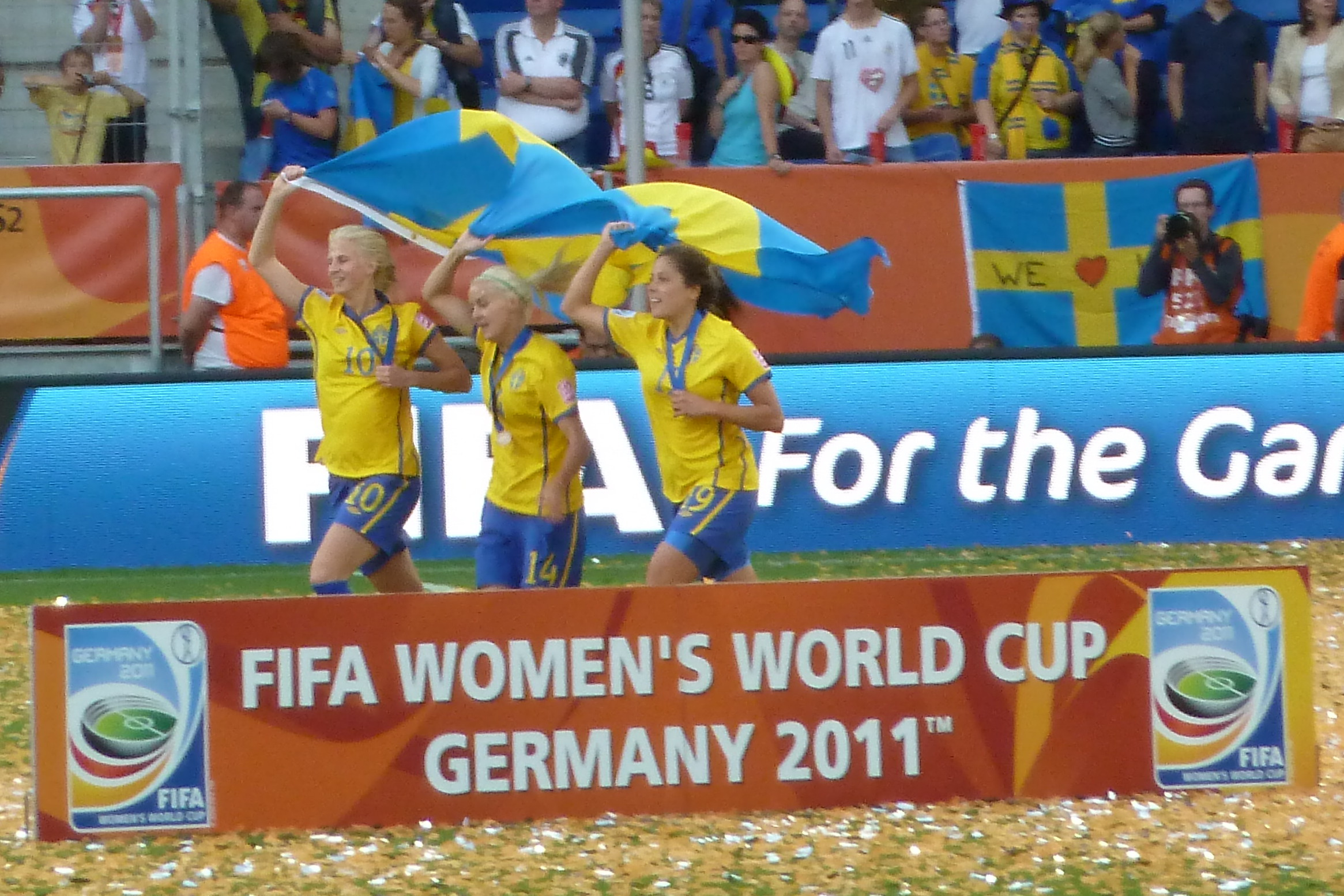
Sofia Jakobsson, Josefine Öqvist und Madelaine Edlund feiern den Gewinn von Platz 3 bei der WM in Deutschland

Mit der U19-Nationalmannschaft erreichte sie bei der Europameisterschaft 2009 das Finale, das mit 0:2 gegen England verloren wurde. Mit fünf Toren war sie Torschützenkönigin des Turniers. Bereits mit dem Halbfinaleinzug hatten sich die Schwedinnen für die U20-WM in Deutschland qualifiziert, an der sie 2010 teilnahm. In vier Spielen erzielte sie ein Tor, scheiterte im Viertelfinale aber an Kolumbien. Am 17. Mai 2011 bestritt sie ihr erstes A-Länderspiel, das mit 0:2 gegen England verloren wurde. Sie war die Spielerin mit den wenigsten Länderspielen im Kader für die WM 2011. Im ersten Vorrundenspiel wurde sie in der 54. Minute eingewechselt, kam danach aber zunächst zu keinem weiteren Einsatz. Im Halbfinale gegen die Nationalmannschaft Japans wurde sie beim Spielstand von 1:3 eingewechselt. Am 16. Juli 2011 gewann sie mit der Mannschaft das Spiel um Platz 3 beim 2:1-Sieg über die Nationalmannschaft Frankreichs.
2012 kam sie in allen Länderspielen zum Einsatz und gehörte auch dem Kader für die Olympischen Spiele 2012 an, schied aber mit ihrer Auswahl im Viertelfinale aus.
Sie gehörte dem Kader für die EM-Endrunde 2013 an und kam in vier von fünf Spielen bis zum Ausscheiden im Halbfinale zum Einsatz. Sie gehörte gegen Finnland und Island zur Startelf und wurde gegen Dänemark und Deutschland jeweils für die Schlussoffensive eingewechselt.

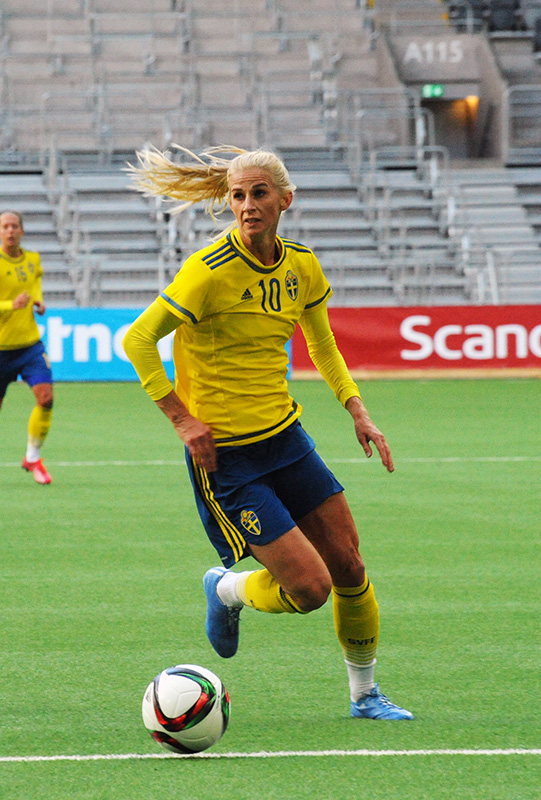
Sofia Jakobsson für Schweden (2015)

Im Mai 2015 wurde sie für die WM 2015 nominiert. Bei der WM wurde sie in allen vier Spielen eingewechselt und konnte als eine der wenigen Spielerinnen im Spiel Akzente setzen. So erzielte sie im letzten Gruppenspiel gegen Australien nach einer Einzelleistung den 1:1-Ausgleichstreffer. Damit sicherte sie Schweden den dritten Platz, wodurch die Schwedinnen als viertbester Gruppendritter für das Achtelfinale gegen Deutschland qualifiziert waren. Hier blieb sie aber weitgehend auf sich allein gestellt. Ein Foul an ihr führte dann zwar zum 1:3, sie scheiterte dann aber in der Schlussphase sogar allein vor der deutschen Torhüterin Nadine Angerer. Schweden verlor mit 1:4, wodurch die WM für Schweden vorzeitig beendet war.
2016 nahm sie mit der Mannschaft am olympischen Fußballturnier in Rio de Janeiro teil und gewann die Silbermedaille. Für die EM 2017, bei der Schweden bereits im Viertelfinale ausschied, wurde sie nicht nominiert.
Am 9. April 2019 bestritt sie beim 2:0-Sieg im ersten Länderspiel der Schwedinnen gegen Österreich ihr 100. Länderspiel und erzielte das erste Tor des Spiels.
Am 16. Mai wurde sie auch für die WM nominiert. Bei der WM wurde sie in sechs Spielen eingesetzt, wobei sie zwei Tore erzielte. Lediglich im Gruppenspiel gegen Thailand saß sie nur auf der Bank. Als Gruppenzweite erreichten sie die K.-o.-Runde, wo sie im Achtelfinale mit 1:0 gegen Kanada gewannen. Im Viertelfinale gewannen die Schwedinnen nach 24 Jahren wieder ein Pflichtspiel gegen die deutsche Mannschaft und qualifizierten sich damit für das olympische Fußballturnier 2020. Dabei erzielte sie das Tor zum zwischenzeitlichen 1:1-Ausgleich (Endstand 2:1). Im Halbfinale unterlagen sie Europameister Niederlande nach Verlängerung, konnten dann aber das Spiel um Platz 3 gegen England gewinnen, wobei sie das zweite Tor erzielte (Endstand 2:1).
In der erfolgreichen Qualifikation für die EM 2022 kam sie in allen acht Spielen zum Einsatz und erzielte zwei Tore.
Für das vom 21. Juli bis 7. August 2021 in Japan stattgefundene olympische Fußballturnier 2020 wurde sie für den Nationalmannschaftskader nominiert. Bei den Spielen wurde sie nur im dritten Gruppenspiel gegen Neuseeland, bei dem einige Stammspielerinnen nach den beiden vorherigen Siegen geschont wurden, nicht eingesetzt. In den anderen Spielen stand sie jeweils in der Startelf, wurde aber dreimal nach etwa 75 Minuten und zweimal in der Schlussminute bzw. Nachspielzeit ausgewechselt. Ein Tor erzielte sie nicht, bereitete aber das erste Tor gegen die USA und zwei Tore gegen Australien vor. Am Ende sprang für die Schwedinnen wie 2016 die Silbermedaille heraus, da im finalen Elfmeterschießen vier ihrer Mitspielerinnen ihren Elfmeter nicht verwandeln konnten.
In der erfolgreichen Qualifikation für die WM 2023 wurde sie in den ersten sechs Spielen eingesetzt und dabei je dreimal ein- und ausgewechselt. Bei der EM-Endrunde in England, die wegen der COVID-19-Pandemie auch um ein Jahr verschoben wurde, wurde sie nur bei der 0:4-Niederlage gegen Gastgeber England im Halbfinale eingesetzt, aber beim Stand von 0:2 ausgewechselt.
Sie wurde für die WM-Endrunde 2023 nominiert und kam in vier der sieben Spiele ihres Teams zum Einsatz. Dabei wurde sie dreimal eingewechselt. Nur im dritten Gruppenspiel gegen Argentinien, als einige Stammspielerinnen geschont wurden, stand sie in der Startelf, wurde aber nach 76 Minuten ausgewechselt. Durch eine 1:2-Niederlage im Halbfinale gegen die Spanierinnen, verpassten die Schwedinnen das Finale, konnten aber anschließend das Spiel um Platz 3 gegen Australien gewinnen.
Am 11. Juni 2025 wurde sie für die EM-Endrunde nominiert. Sie wurde nur im ersten Gruppenspiel ihrer Mannschaft und dem Viertelfinale eingewechselt und schied mit ihr nach einem verlorenen Elfmeterschießen gegen Titelverteidiger England aus. Dabei war sie zur zweiten Halbzeit der Verlängerung eingewechselt worden und der von ihr geschossene Elfmeter konnte von der englischen Torhüterin gehalten werden.

## Erfolge
- Dritter Weltmeisterschaft 2011, 2019, 2023
- Olympische Silbermedaille 2016, 2020
- Algarve-Cup-Sieger 2018 (gemeinsam mit den Niederlanden[23])
- Torschützenkönigin Algarve-Cup 2015
- Torschützenkönigin U19-Europameisterschaft 2009

## Auszeichnungen
- Saisonbeste Spielerin der ersten französischen Liga (Challenge FFF) 2014/15